# Jorge Leite
Jorge Cordeiro Leite (Rio de Janeiro, 5 de agosto de 1930 - 27 de julho de 2015), foi um político brasileiro. 
Formado pela Universidade Estácio de Sá, e subchefe da Casa Civil do Governo Negrão de Lima entre 1966 e 1969. Entrou para política em 1970, quando, aos 40 anos, assumiu o primeiro mandato como deputado estadual pelo Movimento Democrático Brasileiro (MDB). Foi novamente eleito em 1975 e 1979. Em 1980, passou a integrar o bloco do Partido Popular (PP), tornando-se presidente da Alerj em 1981 e 1982. 
Nas eleições seguintes, foi eleito deputado federal pelo Rio de Janeiro, voltando à Alerj em 1991, quando ingressou no Partido Trabalhista Brasileiro (PTB). Em 1992, filiou-se ao Partido do Movimento Democrático Brasileiro (PMDB), chegando a ocupar sua vice-liderança. Em 1993, Leite foi nomeado secretário Estadual da Indústria, Comércio, Ciência e Tecnologia no Governo Leonel Brizola. Em 1996, elegeu-se vereador do Rio de Janeiro pelo Partido da Frente Liberal (PFL). Durante sua vida política foi, vereador, deputado estadual, presidente da ALERJ e deputado federal